# Campeonato Italiano de Rugby 2002-03
El Campeonato de Rugby de Italia de 2002-03 fue la 73.ª edición de la primera división del rugby de Italia.

## Sistema de disputa
El torneo se desarrolló en dos etapas, una fase regular en la cual los equipos disputaron encuentros en condición de local y de visitante frente a cada uno de sus rivales.
Luego se disputará una etapa de eliminación directa, en la cual los primeros cuatro equipos de la fase regular clasifican a las semifinales en la búsqueda por el campeonato.
El último equipo en la tabla general desciende directamente a la Serie B.

## Desarrollo
- Tabla de posiciones:[1]

| Pos. | Equipo              | Encuentros | Encuentros | Encuentros | Encuentros | Tantos | Tantos | Tantos | PB | Puntos |
| Pos. | Equipo              | PJ         | PG         | PE         | PP         | F      | C      | Dif    | PB | Puntos |
| ---- | ------------------- | ---------- | ---------- | ---------- | ---------- | ------ | ------ | ------ | -- | ------ |
| 1.º  | Amatori y Calvisano | 18         | 16         | 0          | 2          | 635    | 311    | +324   | 11 | 75     |
| 2.º  | Benetton Treviso    | 18         | 15         | 0          | 3          | 710    | 322    | +388   | 13 | 73     |
| 3.º  | Rugby Viadana       | 18         | 12         | 0          | 6          | 560    | 409    | +151   | 12 | 60     |
| 4.º  | Petrarca Padova     | 18         | 9          | 1          | 8          | 485    | 406    | +79    | 10 | 48     |
| 5.º  | Rugby Parma         | 18         | 9          | 1          | 8          | 429    | 440    | -11    | 5  | 43     |
| 6.º  | GRAN Parma          | 18         | 9          | 0          | 9          | 435    | 367    | +68    | 7  | 43     |
| 7.º  | Rugby Rovigo        | 18         | 6          | 0          | 12         | 356    | 455    | -99    | 7  | 31     |
| 8.º  | L'Aquila Rugby      | 18         | 5          | 1          | 12         | 349    | 571    | -222   | 6  | 28     |
| 9.º  | Rugby Roma Olimpic  | 18         | 4          | 0          | 14         | 304    | 747    | -443   | 4  | 20     |
| 10.º | Silea               | 18         | 3          | 1          | 14         | 302    | 537    | -235   | 5  | 19     |

|  | Clasificado a Semifinales. |
|  | Descendido a la Serie B.   |

### Semifinales
| Equipo 1            | Equipo 2         | Ida   | Vuelta |
| ------------------- | ---------------- | ----- | ------ |
| Rugby Viadana       | Benetton Treviso | 28-26 | 15-40  |
| Amatori y Calvisano | Petrarca Padova  | 16-13 | 31-10  |

### Final
| 31 de mayo de 2003 | Benetton Treviso | 34 - 12 | Amatori y Calvisano |  |  |

| Bandera de Italia        |
| Campeón Benetton Treviso |
| Décimo título            |